# Gregg Henriques
Gregg R. Henriques, Ph.D. (doctor en filosofía), es un profesor adjunto en el programa integrado de doctorado de la James Madison University, en Harrisonburg, Virginia, Estados Unidos.
Desarrolló un nuevo acercamiento teórico a la unificación de psicología, al que llamó Tree of Knowledge System (Sistema del Árbol del Conocimiento), que fue publicado en 2003 en la Review of General Psychology, así como en dos salidas especiales del Journal of Clinical Psychology, dedicados a la elaboración y evaluación del modelo.
Su específico interés de investigación, se concentró en la motivación social y de afecto, creencias y valores, psicoterapia integrativa, depresión y suicidio, naturaleza de desórdenes mentales, y relación entre la psiquiatría y la psicología profesional.
Henriques obtuvo el grado académico de máster (maestro) en psicología clínica/comunitaria en la University of North Carolina (Charlotte), y su doctorado (Ph.D. en el mundo anglosajón) en psicología clínica en la University of Vermont.
También trabajó dos años como profesor adjunto de investigación en la University of Pennsylvania, donde cumplió el rol primario de director de un ensayo clínico aleatorio controlado orientado a explorar la eficacia de la psicoterapia en casos recientes de suicidios frustrados.

## Publicaciones
- Gregg R. Henriques, A new vision for the field: Introduction to the second special issue on the unified theory, Journal of Clinical Psychology (2005), 61, 3-6 (texto completo).
- Gregg R. Henriques, Toward a useful mass movement, Journal of Clinical Psychology (2005), 61, 121-139 (texto completo).
- Gregg R. Henriques, "Psychology Defined", Journal of Clinical Psychology (2004), 60/12, pp. 1207–21 (texto completo).
- Gregg R. Henriques, The development of the unified theory and the future of psychotherapy, Psychotherapy Bulletin (2004), 39, 16-21 (texto completo).
- Gregg R. Henriques, Harriet C. Cobb, Introduction to the special issues on the unified theory, Journal of Clinical Psychology (2004), 60, 1203-1205 (texto completo Archivado el 28 de enero de 2012 en Wayback Machine.).
- Gregg R. Henriques, Robert J. Sternberg, Unified professional psychology: Implications for combined-integrated doctoral training programs, Journal of Clinical Psychology (2004), 60, 1051-1063 (texto completo).
- Gregg R. Henriques, G.K. Brown, M.S. Berk, A.T. Beck, Marked increases in psychopathology found in a 30-year cohort comparison of suicide attempters, Psychological Medicine (2004), 34, 833–841 (referencia al documento).
- Gregg R. Henriques, "The Tree of Knowledge System and the Theoretical Unification of Psychology", Review of General Psychology (2003), Vol. 7, No. 2, 150-182 (referencia al documento).
- Gregg R. Henriques, But where does biology meet psychology?, Theory and Psychology (2003), 13, 715-716.
- Gregg R. Henriques, Psychology Defined, Journal of Clinical Psychology (diciembre de 2004), vol. 60(12), 1207–1221 (texto completo Archivado el 10 de junio de 2010 en Wayback Machine.).
- Gregg R. Henriques, The harmful dysfunction analysis and the differentiation between mental disorder and disease, Scientific Review of Mental Health Practice (2002), 1 (2), 157-173 (texto completo).
- Gregg R. Henriques, Depression: Disease or behavioral shutdown mechanism?, Journal of Science and Health Policy (2000), 1, 152-165 (texto completo).
- Gregg R. Henriques, Toward a Useful Mass Movement, Journal of Clinical Psychology (enero de 2005), vol. 61(1), 121–139 (texto completo).